# Callum Dixon
Callum Dixon, född 22 januari 2000 i London Borough of Tower Hamlets, är en brittisk roddare.

## Karriär
Vid U23-EM 2021 i Kruszwica tog Dixon guld i dubbelsculler tillsammans med Nathan Hull.
Vid olympiska sommarspelen 2024 i Paris slutade Dixon på fjärde plats i scullerfyra tillsammans med Tom Barras, Matt Haywood och Graeme Thomas. Vid EM 2025 i Plovdiv tog han guld i scullerfyra tillsammans med Cedol Dafydd, Matt Haywood och Rory Harris.